# Finale UEFA Champions League 2000
De UEFA Champions Leaguefinale van het seizoen 1999/00 is de achtste finale in de geschiedenis van de Champions League. De wedstrijd vond plaats op 24 mei 2000 in het Stade de France in Saint-Denis. Er stonden met Real Madrid en Valencia CF twee Spaanse clubs in de finale. In de Champions League of Europacup I was het nog nooit voorgevallen dat er twee clubs uit hetzelfde land het in de finale tegen elkaar opnamen.

## Voorgeschiedenis
Met twee clubs uit de Primera División was er natuurlijk een rijke voorgeschiedenis. Real Madrid was op basis van die geschiedenis de grote favoriet. De Madrilenen waren in eigen land al 27 keer kampioen geworden, Valencia vier keer. Ook in Europa waren de Koninklijken telkens beter voor de dag gekomen. Real had zes keer de Europacup I en één keer de Champions League gewonnen. Valencia had de belangrijkste Europese beker daarentegen nog nooit veroverd.
Voor Santiago Cañizares, doelman van Valencia, was het een bijzondere wedstrijd. Hij speelde enkele jaren eerder nog voor Real Madrid. Zijn collega aan de overzijde, de 19-jarige Iker Casillas, was dan weer de jongste doelman ooit in een Champions Leaguefinale.

## Nasleep
Real Madrid won de Champions League voor de tweede keer in drie jaar en nam zo zijn plaats aan de Europese top terug in. Doelpuntenmaker Steve McManaman werd door de gewonnen finale de eerste Engelsman die de Champions League met een buitenlandse club won. Hij werd achteraf uitgeroepen tot "Man van de Match". Voor trainer Vicente Del Bosque was het zijn eerste trofee. Hij had tijdens het seizoen 1999/00 de ontslagen John Toshack opgevolgd. Later zou Del Bosque onder meer nog Europees en wereldkampioen worden met Spanje.
Het Spaans voetbal deed het eind jaren 90 uitstekend met clubs als Real en Valencia. Vooral de opmars van Valencia was opmerkelijk. De club was in 1985 gedegradeerd en verkeerde toen in financiële problemen. Toch wist de club in geen tijd op het hoogste niveau terug te keren. Valencia werd in 2002 en 2004 landskampioen en haalde zowel in 2000 als in 2001 de finale van de Champions League. Deze opmerkelijke prestatie werd nadien niet meer geëvenaard en dat zorgde voor wantrouwen. De media begonnen de prestaties te linken aan dopinggebruik. De Spaanse dopingdokter Eufemiano Fuentes bekende in 2006 in een artikel van Le Monde dat hij had samengewerkt met Spaanse topclubs als Real Madrid, Valencia, FC Barcelona en Real Betis.

### Wedstrijddetails
|                           |                                      |       |          |                                                                                            |
| 24 mei 2000 20:45 (UTC+2) | Real Madrid                          | 3 – 0 | Valencia | Stade de France, Saint-Denis Toeschouwers: 78.759 Scheidsrechter: Stefano Braschi (Italië) |
| 24 mei 2000 20:45 (UTC+2) | Morientes 39' McManaman 67' Raúl 75' |       |          | Stade de France, Saint-Denis Toeschouwers: 78.759 Scheidsrechter: Stefano Braschi (Italië) |

| Real Madrid | Valencia |

| Real Madrid:       |    |                    |         |
|                    |    |                    |         |
| GK                 | 27 | Iker Casillas      |         |
| RB                 | 2  | Michel Salgado     | 36' 84' |
| CB                 | 18 | Aitor Karanka      |         |
| CB                 | 15 | Iván Helguera      |         |
| CB                 | 12 | Iván Campo         |         |
| LB                 | 3  | Roberto Carlos     | 58'     |
| CM                 | 6  | Fernando Redondo   |         |
| CM                 | 8  | Steve McManaman    |         |
| AM                 | 7  | Raúl               |         |
| CF                 | 9  | Fernando Morientes | 71'     |
| CF                 | 19 | Nicolas Anelka     | 79'     |
| Wisselspelers:     |    |                    |         |
| GK                 | 1  | Bodo Illgner       |         |
| DF                 | 4  | Fernando Hierro    | 84'     |
| DF                 | 5  | Manuel Sanchís     | 79'     |
| MF                 | 11 | Sávio              | 71'     |
| MF                 | 21 | Geremi             |         |
| MF                 | 22 | Christian Karembeu |         |
| FW                 | 20 | Elvir Baljić       |         |
| Coach:             |    |                    |         |
| Vicente Del Bosque |    |                    |         |

| Valencia:      |    |                     |         |
|                |    |                     |         |
| GK             | 1  | Santiago Cañizares  | 62'     |
| RB             | 20 | Jocelyn Angloma     |         |
| CB             | 5  | Miroslav Đukić      |         |
| CB             | 2  | Mauricio Pellegrino | 90+2'   |
| LB             | 31 | Gerardo             | 37' 68' |
| RM             | 6  | Gaizka Mendieta     |         |
| DM             | 8  | Javier Farinós      | 82'     |
| AM             | 14 | Gerard              |         |
| LM             | 18 | Kily González       |         |
| CF             | 10 | Miguel Ángel Angulo |         |
| CF             | 7  | Claudio López       |         |
| Wisselspelers: |    |                     |         |
| GK             | 13 | Jorge Bartual       |         |
| DF             | 16 | Alain Roche         |         |
| MF             | 23 | David Albelda       |         |
| MF             | 9  | Óscar García        |         |
| MF             | 21 | Luis Milla          |         |
| FW             | 11 | Adrian Ilie         | 68'     |
| FW             | 17 | Juan Sánchez        |         |
| Coach:         |    |                     |         |
| Héctor Cúper   |    |                     |         |